# Свети Атанасий (Киркалово)
Вижте пояснителната страница за други значения на Свети Атанасий.
„Свети Атанасий“ или „Свети Атанас“ (на гръцки: Άγιος Αθανάσιος) е възрожденска православна църква в ениджевардарското село Киркалово (Паралимни), Гърция, част от Воденската, Пелска и Мъгленска епархия.
Църквата е гробищен храм и е построена в края на XVIII – началото на XIX век в източния край на селото, край брега на Ениджевардарското езеро. Според друг източник е от времето на митрополит Никодим Воденски (1859 – 1870). А според други от 1775 година.
В архитектурно отношение храмът е трикорабна базилика с нартекс, женска църква, трем и полукръгла апсида. Иконостасът е резбован и царските иконите на него са от 1815 година. Таванът е равен дървен резбован и изписан.
Църквата е обявена за исторически паметник на 6 декември 1994 година.